# Copelatus fuscipennis
Copelatus fuscipennis är en skalbaggsart som beskrevs av Sharp 1882. Copelatus fuscipennis ingår i släktet Copelatus och familjen dykare. Inga underarter finns listade i Catalogue of Life.